# ABC do XSPB
ABC do XSPB, também conhecido como Xuxa só para Baixinhos 13, é o vigésimo segundo álbum de vídeo e o trigésimo sexto álbum de estúdio da cantora e apresentadora brasileira Xuxa. Lançado pela Som Livre em 16 de dezembro de 2016, este álbum é o décimo terceiro da coleção Só para Baixinhos e foi produzido por Luiz Moreira e Mônica Muniz.

## Sinopse
O projeto ensina o alfabeto latino de forma leve e divertida, permitindo que as crianças saibam mais sobre cada letra.

## Lançamento, conteúdo e recepção
O ABC do XSPB foi gravado em 2014, durante o tratamento de Xuxa para uma inflamação no osso sesamoide do pé, causada pelo uso excessivo de salto alto ao longo da carreira. Por isso, o DVD foca em Xuxa apenas da cintura para cima, já que ela usava uma bota ortopédica, o que poderia distrair os telespectadores.
Embora o lançamento estivesse previsto para 2014, a migração de Xuxa para a Record em março de 2015 levou a Som Livre, então parte do Grupo Globo, a engavetar o projeto. Após pressão dos fãs, que protestaram pela liberação do álbum, a gravadora decidiu lançá-lo em dezembro de 2016. Mesmo com o boicote, o álbum vendeu 17.000 cópias em cerca de um mês, tornando-se o mais vendido por duas semanas no site da gravadora e o segundo álbum infantil mais procurado em várias lojas do país, com vendas estimadas em mais de 35.000 cópias.
O projeto foi considerado para competir no 18º Grammy Latino, mas precisava ser lançado até 31 de outubro para ser elegível. Lançado em 16 de dezembro de 2016, em formato CD e DVD, o álbum não teve alterações na lista de faixas e contém vinte e sete canções inéditas, embora nenhuma tenha se destacado como um grande sucesso.

## Lista de faixas
| CD             |                |                                                                          |         |  |
| N.º            | Título         | Compositor(es)                                                           | Duração |  |
| 1.             | "ABC do XSPB"  | Bozzo Barretti Elias Caetano Fábio Caetano Junno Andrade Marcelo Barbosa | 1:15    |  |
| 2.             | "Letra A"      | Barretti Caetano Caetano Andrade Barbosa                                 | 1:17    |  |
| 3.             | "Letra B"      | Barretti Caetano Caetano Andrade Barbosa                                 | 0:58    |  |
| 4.             | "Letra C"      | Barretti Caetano Caetano Andrade Barbosa                                 | 1:19    |  |
| 5.             | "Letra D"      | Barretti Caetano Caetano Andrade Barbosa                                 | 1:14    |  |
| 6.             | "Letra E"      | Barretti Caetano Caetano Andrade Barbosa                                 | 0:54    |  |
| 7.             | "Letra F"      | Barretti Caetano Caetano Andrade Barbosa                                 | 0:47    |  |
| 8.             | "Letra G"      | Barretti Caetano Caetano Andrade Barbosa                                 | 0:52    |  |
| 9.             | "Letra H"      | Barretti Caetano Caetano Andrade Barbosa                                 | 1:57    |  |
| 10.            | "Letra I"      | Barretti Caetano Caetano Andrade Barbosa                                 | 0:57    |  |
| 11.            | "Letra J"      | Barretti Caetano Caetano Andrade Barbosa                                 | 1:24    |  |
| 12.            | "Letra K"      | Barretti Caetano Caetano Andrade Barbosa                                 | 1:18    |  |
| 13.            | "Letra L"      | Barretti Caetano Caetano Andrade Barbosa                                 | 0:57    |  |
| 14.            | "Letra M"      | Barretti Caetano Caetano Andrade Barbosa                                 | 1:19    |  |
| 15.            | "Letra N"      | Barretti Caetano Caetano Andrade Barbosa                                 | 2:11    |  |
| 16.            | "Letra O"      | Barretti Caetano Caetano Andrade Barbosa                                 | 1:24    |  |
| 17.            | "Letra P"      | Barretti Caetano Caetano Andrade Barbosa                                 | 0:54    |  |
| 18.            | "Letra Q"      | Barretti Caetano Caetano Andrade Barbosa                                 | 1:22    |  |
| 19.            | "Letra R"      | Barretti Caetano Caetano Andrade Barbosa                                 | 0:49    |  |
| 20.            | "Letra S"      | Barretti Caetano Caetano Andrade Barbosa                                 | 1:26    |  |
| 21.            | "Letra T"      | Barretti Caetano Caetano Andrade Barbosa                                 | 0:46    |  |
| 22.            | "Letra U"      | Barretti Caetano Caetano Andrade Barbosa                                 | 1:37    |  |
| 23.            | "Letra V"      | Barretti Caetano Caetano Andrade Barbosa                                 | 1:19    |  |
| 24.            | "Letra W"      | Barretti Caetano Caetano Andrade Barbosa                                 | 1:25    |  |
| 25.            | "Letra X"      | Barretti Caetano Caetano Andrade Barbosa                                 | 1:05    |  |
| 26.            | "Letra Y"      | Barretti Caetano Caetano Andrade Barbosa                                 | 1:26    |  |
| 27.            | "Letra Z"      | Barretti Caetano Caetano Andrade Barbosa                                 | 1:10    |  |
| Duração total: | Duração total: | Duração total:                                                           | 33:22   |  |

| DVD            |                                                                                           |                                          |         |  |
| N.º            | Título                                                                                    | Compositor(es)                           | Duração |  |
| 1.             | "Abc do Xspb"                                                                             | Barretti Caetano Caetano Andrade Barbosa | 1:15    |  |
| 2.             | "Letra A"                                                                                 | Barretti Caetano Caetano Andrade Barbosa | 1:17    |  |
| 3.             | "Letra B"                                                                                 | Barretti Caetano Caetano Andrade Barbosa | 0:58    |  |
| 4.             | "Letra C"                                                                                 | Barretti Caetano Caetano Andrade Barbosa | 1:19    |  |
| 5.             | "Letra D"                                                                                 | Barretti Caetano Caetano Andrade Barbosa | 1:14    |  |
| 6.             | "Letra E"                                                                                 | Barretti Caetano Caetano Andrade Barbosa | 0:54    |  |
| 7.             | "Letra F"                                                                                 | Barretti Caetano Caetano Andrade Barbosa | 0:47    |  |
| 8.             | "Letra G"                                                                                 | Barretti Caetano Caetano Andrade Barbosa | 0:52    |  |
| 9.             | "Letra H"                                                                                 | Barretti Caetano Caetano Andrade Barbosa | 1:57    |  |
| 10.            | "Letra I"                                                                                 | Barretti Caetano Caetano Andrade Barbosa | 0:57    |  |
| 11.            | "Letra J"                                                                                 | Barretti Caetano Caetano Andrade Barbosa | 1:24    |  |
| 12.            | "Letra K"                                                                                 | Barretti Caetano Caetano Andrade Barbosa | 1:18    |  |
| 13.            | "Letra L"                                                                                 | Barretti Caetano Caetano Andrade Barbosa | 0:57    |  |
| 14.            | "Letra M"                                                                                 | Barretti Caetano Caetano Andrade Barbosa | 1:19    |  |
| 15.            | "Letra N"                                                                                 | Barretti Caetano Caetano Andrade Barbosa | 2:11    |  |
| 16.            | "Letra O"                                                                                 | Barretti Caetano Caetano Andrade Barbosa | 1:24    |  |
| 17.            | "Letra P"                                                                                 | Barretti Caetano Caetano Andrade Barbosa | 0:54    |  |
| 18.            | "Letra Q"                                                                                 | Barretti Caetano Caetano Andrade Barbosa | 1:22    |  |
| 19.            | "Letra R"                                                                                 | Barretti Caetano Caetano Andrade Barbosa | 0:49    |  |
| 20.            | "Letra S"                                                                                 | Barretti Caetano Caetano Andrade Barbosa | 1:26    |  |
| 21.            | "Letra T"                                                                                 | Barretti Caetano Caetano Andrade Barbosa | 0:46    |  |
| 22.            | "Letra U"                                                                                 | Barretti Caetano Caetano Andrade Barbosa | 1:37    |  |
| 23.            | "Letra V"                                                                                 | Barretti Caetano Caetano Andrade Barbosa | 1:19    |  |
| 24.            | "Letra W"                                                                                 | Barretti Caetano Caetano Andrade Barbosa | 1:25    |  |
| 25.            | "Letra X"                                                                                 | Barretti Caetano Caetano Andrade Barbosa | 1:05    |  |
| 26.            | "Letra Y"                                                                                 | Barretti Caetano Caetano Andrade Barbosa | 1:26    |  |
| 27.            | "Letra Z"                                                                                 | Barretti Caetano Caetano Andrade Barbosa | 1:10    |  |
| 28.            | "Créditos" (Abc do Xspb / Letra Z / Letra O / Letra X / Letra Q / Letra M (Instrumental)) |                                          | 8:45    |  |
| Duração total: | Duração total:                                                                            | Duração total:                           | 53:21   |  |

## Histórico de lançamento
| Região | Data                   | Formato(s)                      | Gravadora(s) | Referência(s) |
| ------ | ---------------------- | ------------------------------- | ------------ | ------------- |
| Brasil | 16 de dezembro de 2016 | CD DVD Blu-ray download digital | Som Livre    |               |